# 科爾納特島
43°48′10″N 15°20′00″E / 43.80278°N 15.33333°E
科爾納特島是克羅地亞的島嶼，位於亞得里亞海，由希貝尼克-克寧縣負責管轄，長25.2公里、寬2.5公里，面積32.44平方公里，最高點海拔高度207米，2001年人口僅7人。